# 格柳戈韋
47°32′2″N 31°12′11″E / 47.53389°N 31.20306°E
格柳戈韋（烏克蘭語：Глюгове），是烏克蘭的村落，位於該國南部尼古拉耶夫州，由沃茲涅先斯克區負責管轄，面積0.01平方公里，海拔高度8米，2001年人口1，人口密度每平方公里91人。